# De Digitale Stad
De Digitale Stad (DDS) was een Nederlands Freenet, dat op 15 januari 1994 van start ging in de gemeente Amsterdam.

## Initiatief
De Digitale Stad was een initiatief van cultureel centrum De Balie in Amsterdam en het computerblad Hack-Tic (waaruit de internetprovider XS4ALL is ontstaan). Een van de oprichters was Marleen Stikker. Bij de oprichting waren er ongeveer driehonderd particulieren in Nederland die thuis toegang tot internet hadden, internet was voorbehouden voor ‘net-aristocraten’ waarbij beheersing van net-etiquette (nettiquette) een voorwaarde was om te kunnen participeren. DDS streefde naar een laagdrempelig internet met toegang voor iedereen. Met een modem kon men via DDS een gratis account krijgen met e-mail, toegang tot internet en ruimte voor een homepage. In Amsterdam kwamen er publieke terminals waarmee iedereen het net op kon.
De Digitale Stad was aanvankelijk bedoeld als experiment voor tien weken. De gemeenteraadsverkiezingen van maart 1994 vormden de aanleiding. Het experiment was onder meer gericht op het verkleinen van de kloof tussen burgers en politici, maar dit werd geen succes, daar de politici wegbleven.
DDS werd gevormd naar het voorbeeld van The Well alsmede naar Amerikaanse en Canadese Freenets. Terwijl deze een regionale gemeenschap als doelgroep hadden, heeft DDS deze regionale beperking niet aangemoedigd. The Well is bij het grote publiek bekend geworden door het boek The Virtual Community van Howard Rheingold.

## Stichting DDS
Toen de periode van tien weken was verstreken, bleek DDS dermate populair geworden dat voortzetting van het project welhaast onvermijdelijk was. Slechts in de aanvangsperiode werd DDS financieel gesteund door de gemeente Amsterdam. Later moest DDS zich in toenemende mate zelf financieel bedruipen, onder meer door het bouwen van websites, het verzorgen van hostingservices en het bouwen van applicaties. In 1995 werd de structuur van DDS geformaliseerd door het oprichten van een stichting. Organisatorisch werd DDS in 1995/96 in twee stukken opgedeeld: een zakelijk deel dat voor de inkomsten zorgde en een publiek gedeelte waar vanuit de voorzieningen voor de leden werden geleverd.
Het zakelijk gedeelte kende een aantal grote klanten waaronder het Ministerie van Onderwijs en de Gemeente Amsterdam. Binnen het publieke gedeelte werd succesvol geëxperimenteerd met allerlei internettechnieken.

## De stad als metafoor
DDS hanteerde de metafoor van de stad om de toen voor velen nog onbekende cyberspace inzichtelijk te maken. In versie 1, met een unix command-prompt interface, kon je post ophalen op het postkantoor, de spaarzame links naar buiten konden worden benaderd via het station. Om burgers kennis te laten maken met een virtuele wereld werd in versie 2 met een MOO een "Metro" gebouwd, De Digitale Metro. Versie drie had een grafische interface met pleinen, winkels en huizen. Leegstaande huizen konden worden gekraakt en er verschenen grote themapleinen, zoals het Onderwijsplein, het Vrouwenplein, het Gezondheidsplein en het Homoplein. Organisaties en bedrijven huurden een winkel aan zo'n themaplein die een link was naar een door DDS gebouwde website.
Het succes van de digitale stad was aanleiding tot oprichting van meer digitale steden, waaronder de Digitale Stad Eindhoven (DSE), Digitale Stad Leiden (DSL), Digitale Stad Vlaardingen (DSV) en zelfs digitale dorpen, waarvan Lopik in 1995 het eerste was.
De beperkingen van de metafoor kwamen in zicht toen uit de gebruikers - burgers van De Digitale Stad geheten - een steeds luidere roep om een democratisch bestuur van hun stad klonk. Projectleider Marleen Stikker, die in de media veelal als burgemeester werd omschreven, voelde hier echter niets voor.

## DDS City BV
In 1999 werd DDS via een managementbuy-out verzelfstandigd. De toenmalige directeur van de Stichting De Digitale Stad, Joost Flint kocht samen met medewerker Chris Göbel DDS op, die daarna in vier BV's werd opgedeeld. Een deel van DDS werd in 2000 verkocht aan de Britse Telecom- en internetbedrijf Energis. Per 1 januari 2012 is DDS samengegaan met IT-Ernity dat in augustus 2018 overgenomen is door TransIP.

## De echte Digitale Stad en de Digitale Metro
Na de ondergang van de oude DDS is De echte Digitale Stad (DeDS) opgericht met de bedoeling de taken en doelstellingen van de oude DDS voort te zetten. DeDS begon in augustus 2001, werkt volledig op basis van vrijwilligerswerk en verstrekt net als de oude DDS gratis e-mail en webruimte voor persoonlijk gebruik. Anno 2018 bestaat DeDS nog steeds met duizenden gebruikers.
De Digitale Metro, voortgezet door vrijwilligers, werd na de verzelfstandiging van DDS ondergebracht bij XS4ALL en sinds 2007 bij Slik.

## Unesco Memory of the World
Op donderdag 18 mei 2023 is bij de Uitvoerende Raad van Unesco besloten dat De Digitale Stad samen met 64 andere documentair erfgoed collecties wordt toegevoegd aan het internationale Memory of the World register.